# Amber Riley
Amber Patrice Riley (ur. 15 lutego 1986 w Los Angeles) – amerykańska piosenkarka i aktorka telewizyjna, znana głównie z roli Mercedes Jones, odtwarzanej w popularnym musicalowym serialu stacji FOX, Glee.

## Filmografia

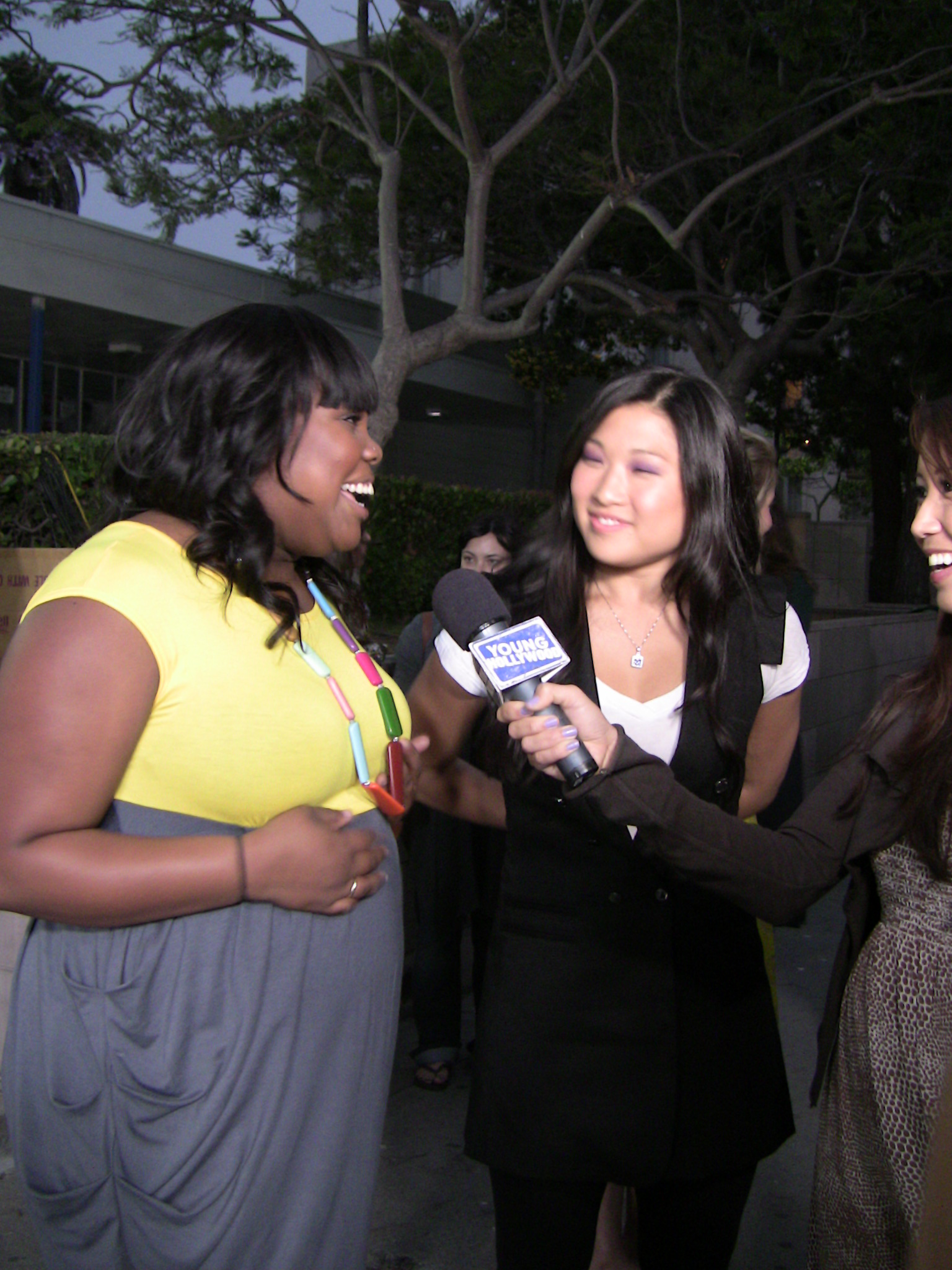
Amber razem z koleżanką z Glee Jenna Ushkowitz

| Rok     | Tytuł                      | Rola           | Notka |
| ------- | -------------------------- | -------------- | --- |
| 2002    | St. Sass                   | Toby           | Film telewizyjny |
| od 2009 | Glee                       | Mercedes Jones | Występy regularne Screen Actors Guild Award for Outstanding Performance by an Ensemble in a Comedy Series Nominowana – NAACP Image Award for Outstanding Supporting Actress in a Comedy Series Nominowana — Teen Choice Award for Choice TV: Female Scene Stealer (2010) Nominowana — Teen Choice Award for Choice Music: Group (razem z obsadą Glee) (2010) Nominowana — Teen Choice Award for Choice TV: Female Scene Stealer (2011) |
| 2010    | Simpsonowie                | Aiesha (głos)  | Odcinek: "Elementary School Musical" |
| 2011    | Glee: The 3D Concert Movie | Mercedes Jones | |

## Nagrody
- Nagroda Gildii Aktorów Ekranowych
  - Wygrana: SAG Najlepszy zespół aktorski w serialu komediowym lub musicalu
  - (2009) za Glee